# أوسكار ليغيزامون
أوسكار ليغيزامون (بالإسبانية: Oscar Leguizamón)‏ هو لاعب كرة قدم أرجنتيني في مركز الدفاع، ولد في 30 مارس 1966 في روساريو في الأرجنتين. لعب مع ديبورتيس أنتوفاغاستا.